# Xã Benton, Quận Linn, Missouri
Xã Benton (tiếng Anh: Benton Township) là một xã thuộc quận Linn, tiểu bang Missouri, Hoa Kỳ. Năm 2010, dân số của xã này là 508 người.